# Martin Shields
Martin Shields, né le 28 avril 1948 à Lethbridge en  Alberta, est un homme politique canadien, élu député à la Chambre des communes du Canada pour la circonscription de Bow River en 2015. Il est réélu en 2019 et en 2021.

## Biographie
Avant son élection à la Chambre, Shields est maire de Brooks en Alberta de 2007 à 2015. Avant son entrée en politique, Shields a été professeur et administrateur scolaire pendant 30 ans. Il a aussi enseigné à temps partiel, pendant 20 ans, à l'université. Martin Shields est par ailleurs reconnaissable particulièrement par sa moustache.
En novembre 2021, il devient sous-ministre du cabinet fantôme d'Erin O'Toole responsable des Services aux Autochtones.

## Résultats électoraux
Martin Shields est élu avec de larges majorités en 2015, 2019 et 2021. Son opposant libéral de 2015 est le seul à avoir dépassé 10 % des voix face à lui, même si le candidat populaire de 2021 s'est approché de ce seuil. 
|       | Candidat                    | Parti                                              | # de voix | % des voix |
|       | Martin Shields              | Conservateur                                       | +38 701,  | 77,42 %    |
|       | William MacDonald Alexander | Libéral                                            | +06 840,  | 13,68 %    |
|       | Lynn MacWilliams            | NPD                                                | +02 622,  | 5,25 %     |
|       | Rita Ann Fromholt           | Vert                                               | +00919,   | 1,84 %     |
|       | Frans VandeStroet           | Héritage chrétien                                  | +00280,   | 0,56 %     |
|       | Fahed Khalid                | Parti pour l'avancement de la démocratie au Canada | +00083,   | 0,17 %     |
|       | Andrew Kucy                 | Indépendant                                        | +00543,   | 1,09 %     |
| Total | Total                       | Total                                              | 49 988    | 100 %      |

## Source
- (en) Cet article est partiellement ou en totalité issu de l’article de Wikipédia en anglais intitulé « Martin Shields » (voir la liste des auteurs).